# Bandera de Rhode Island
La bandera de Rhode Island es la bandera estatal del estado estadounidense de Rhode Island. La bandera es de color blanco y se compone de un ancla de oro en el centro (un símbolo de esperanza), rodeada por trece estrellas de oro (por los 13 estados originales en los que se incluyen Rhode Island), un listón azul por debajo del ancla lleva el lema del estado en oro: "HOPE" (esperanza). La bandera del Estado de Rhode Island, que existe en la actualidad fue aprobada oficialmente en 1897. Con frecuencia, se incluye una franja dorada alrededor de los bordes de la bandera.

## Historia
La actual bandera de Rhode Island fue adoptada de forma oficial en 1897. En la década de 1640, la ancla y el lema "HOPE" formaban parte del Sello de Rhode Island y los emblemas del sello probablemente se inspiraron en la frase bíblica "esperanza tenemos como ancla del alma”, que se encuentra en Hebreos , Versículo 6:18-19.

## Galería

Estandarte del Gobernador de Rhode Island

## Banderas históricas

La bandera de Rhode Island desde 1877 hasta 1882
La bandera de Rhode Island desde 1882 hasta 1897